# Changes (DVD)
Changes é um documentário que contém um show ao vivo da banda de hard rock Godsmack. O DVD foi gravado no começo de 2004 e lançado em setembro do mesmo ano. Nesta mesma época, o grupo também lançou a "Batalla de los Tambores", um vídeo de um duelo de bateria entre Shannon Larkin e Sully Erna, disponível apenas em serviços online como iTunes Music Stores, Real, Napster e o Zune Marketplace. O DVD recebeu disco de ouro pela RIAA, por ter vendido 50.000 cópias nos Estados Unidos.

## Lista de faixas
1. "Straight Out of Line"
2. "Awake"
3. "Faceless"
4. "Bad Religion"
5. "Moon Baby"
6. "Changes"
7. "Re-Align"
8. "Serenity"
9. "Keep Away"
10. "Voodoo"
11. "Batalla de los Tambores"
12. "Whatever"
13. "I Stand Alone"

## Posições nasparadas
Álbum - Billboard (América do Norte)
| Ano  | Parada        | Posição |
| ---- | ------------- | ------- |
| 2004 | Billboard 200 | #7      |

### Certificações
| País           | Vendas  | Data da certificação | Certificação |
| -------------- | ------- | -------------------- | ------------ |
| Estados Unidos | 50.000+ | 18 de setembro, 2004 | Ouro         |

Changes recebeu disco de platina pela Recording Industry Association of America, o que significa que foram vendidas mais de 50.000 cópias somente nos Estados Unidos, tornando Changes o primeiro DVD de Godsmack a receber disco de ouro.